# Rakouská císařská hymna
Rakouská císařská hymna, (německy Österreichische Kaiserhymne), zvaná též Lidová hymna (německy Volkshymne), v českém prostředí známá také jako „Zachovej nám, Hospodine...“ (podle počátečních slov první sloky), byla národní hymna Rakouského císařství a Rakouska-Uherska.

## Historie Císařské hymny

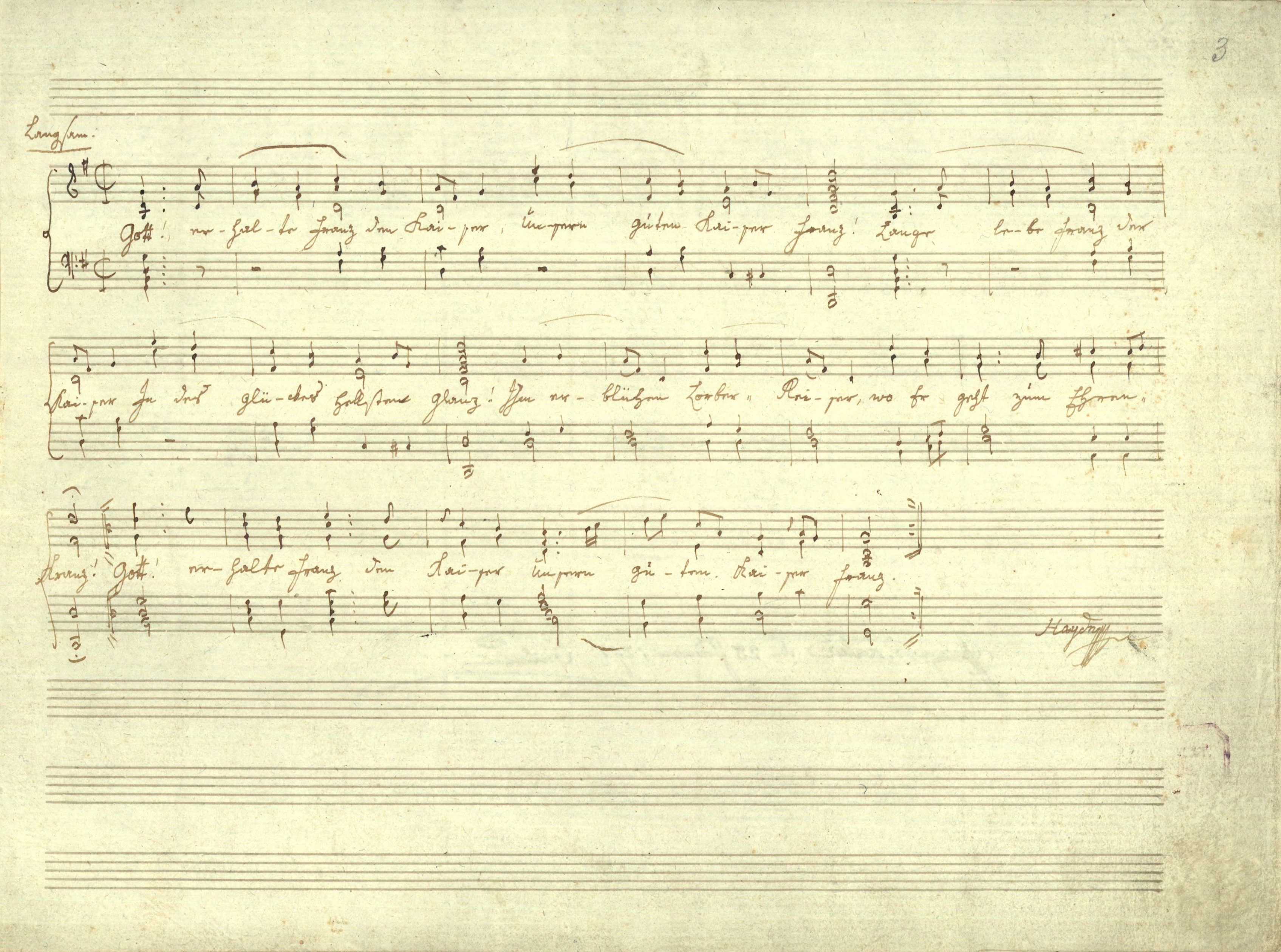
Haydnův autograf císařské hymny Gott erhalte Franz den Kaiser

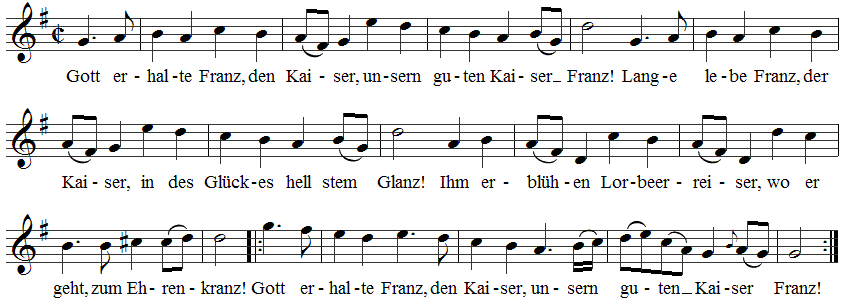
Noty a text první hymny

Hymna vznikla v době, kdy známý válečník Napoleon Bonaparte dobýval různá území. Když stál roku 1796 před Vídní, zpívala francouzská armáda svou hymnu Marseillaise, kterou složil Claude-Joseph Rouget. Rakušané jim pak jejich hymnu tak záviděli, že stejného roku si předseda vlády objednává od básníka Lorenze Leopolda Haschka text pro rakouskou hymnu, aby se vyrovnala francouzské. Hudbu složil Joseph Haydn, který v té době pobýval v Anglii a inspirovala jej anglosaská hymna God save the king. Hymna se jmenovala Gott erhalte Franz, den Kaiser, byla protihymnou k francouzské a do roku 1918 rakouskou státní hymnou.
Císařská hymna byla používána od roku 1797 rakouskými panovníky a v letech 1826 až 1918 byla oficiální hymnou Rakouského císařství, které od roku 1867 (po rakousko-uherském vyrovnání) už nezahrnovalo země uherské koruny. Melodie hymny, kterou zkomponoval rakouský skladatel Joseph Haydn (původně pochází z jeho smyčcového kvartetu C dur „Císařského“ (opus 76, č. 3), na objednávku císaře Františka II., byla ve své historii opatřena různým textem.
Tato melodie byla původně hojně používána, zejména v armádě, při truchlivých příležitostech. Když Haydn poprvé cestoval do Anglie, byl fascinován královskou hymnou God Save the King. Po svém návratu složil hymnu pro Františka II.
V roce 1841 melodii převzala Píseň Němců, pozdější německá hymna (Deutschland, Deutschland, über alles).

## Texty hymny

### 1797–1826
Původní verze textu od Leopolda Haschky byla poprvé použita 12. února 1797 na narozeniny císaře Františka I. Autorem prvního známého českého textu je zřejmě Dominik Kynský, který jej roku 1816 uveřejnil pod názvem Píseň národní.
| Německý text | Německý text | Český text | Český text |
| --- | --- | --- | --- |
| 1. Gott! Erhalte Franz den Kaiser, Unsern guten Kaiser Franz! Lange lebe Franz der Kaiser In den Glückes hellstem Glanz! Ihm erblühen Lorbeer-Reiser Wo er geht, zum Ehren-Kranz! Gott! Erhalte Franz den Kaiser, Unsern guten Kaiser Franz! 2. Laß von Seiner Fahnen Spitzen Strahlen Sieg und Furchtbarkeit! Laß in seinem Rathe sitzen Weisheit, Klugheit, Redlichkeit; Und mit Seiner Hoheit Blitzen Schalten nur Gerechtigkeit Gott! Erhalte Franz den Kaiser, Unsern guten Kaiser Franz! 3. Ströme deiner Gaben Fülle Über Ihn, Sein Haus und Reich! Brich der Bosheit Macht; enthülle Jeden Schelm- und Buben-Streich! Dein Gesetz sei stets Sein Wille; Dieser uns Gesetzen gleich! Gott! Erhalte Franz den Kaiser, Unsern guten Kaiser Franz! 4.Froh erleb’ Er Seiner Lande, Seiner Völker höchsten Flor! Seh’ sie, Eins durch Bruder-Bande, Ragen allen Andern vor! Und vernehme noch am Rande Später Gruft der Enkel Chor: Gott! Erhalte Franz den Kaiser, Unsern guten Kaiser Franz! | 1. Gott! Erhalte Franz den Kaiser, Unsern guten Kaiser Franz! Lange lebe Franz der Kaiser In den Glückes hellstem Glanz! Ihm erblühen Lorbeer-Reiser Wo er geht, zum Ehren-Kranz! Gott! Erhalte Franz den Kaiser, Unsern guten Kaiser Franz! 2. Laß von Seiner Fahnen Spitzen Strahlen Sieg und Furchtbarkeit! Laß in seinem Rathe sitzen Weisheit, Klugheit, Redlichkeit; Und mit Seiner Hoheit Blitzen Schalten nur Gerechtigkeit Gott! Erhalte Franz den Kaiser, Unsern guten Kaiser Franz! 3. Ströme deiner Gaben Fülle Über Ihn, Sein Haus und Reich! Brich der Bosheit Macht; enthülle Jeden Schelm- und Buben-Streich! Dein Gesetz sei stets Sein Wille; Dieser uns Gesetzen gleich! Gott! Erhalte Franz den Kaiser, Unsern guten Kaiser Franz! 4.Froh erleb’ Er Seiner Lande, Seiner Völker höchsten Flor! Seh’ sie, Eins durch Bruder-Bande, Ragen allen Andern vor! Und vernehme noch am Rande Später Gruft der Enkel Chor: Gott! Erhalte Franz den Kaiser, Unsern guten Kaiser Franz! | 1. Bože, zachovej nám krále, Františka všem milého, V chrámě slávy skvěj se stále Jméno vládce moudrého. Pleť mu naše láska k chvále Věnce z srdce vděčného. Bože, zachovej nám krále, Františka všem milého. 2. Nad říšemi květoucími Mírným žezlem kraluje, Šlechetností, mravy ctnými Víc než mocí panuje; Mezi jeho poddanými právo svatě trůnuje. Bože, zachovej nám krále, Františka všem milého. 3. Ctnostmi trůn svůj ozdobiti, Jest mu péče předrahá, Národy si podrobiti K zbrani žhoucí nesahá; Pokojem je oblažiti, O to jen se namáhá. Bože, zachovej nám krále, Františka všem milého. 4. Poroby nás zbaviv bídné, Svobodou ctně zblažil nás Za to v rozlehlé a klidné Říši kvěť mu zlatý čas: Slyš, než světla sídla zhlídne, Statných vnuků vroucí hlas. Bože, zachovej nám krále, Františka všem milého. | 1. Bože, zachovej nám krále, Františka všem milého, V chrámě slávy skvěj se stále Jméno vládce moudrého. Pleť mu naše láska k chvále Věnce z srdce vděčného. Bože, zachovej nám krále, Františka všem milého. 2. Nad říšemi květoucími Mírným žezlem kraluje, Šlechetností, mravy ctnými Víc než mocí panuje; Mezi jeho poddanými právo svatě trůnuje. Bože, zachovej nám krále, Františka všem milého. 3. Ctnostmi trůn svůj ozdobiti, Jest mu péče předrahá, Národy si podrobiti K zbrani žhoucí nesahá; Pokojem je oblažiti, O to jen se namáhá. Bože, zachovej nám krále, Františka všem milého. 4. Poroby nás zbaviv bídné, Svobodou ctně zblažil nás Za to v rozlehlé a klidné Říši kvěť mu zlatý čas: Slyš, než světla sídla zhlídne, Statných vnuků vroucí hlas. Bože, zachovej nám krále, Františka všem milého. |
| Autor: Lorenz Leopold Haschka | Zdroj: | Autor: Dominik František Kynský | Zdroj: |

### 1826–1835
Píseň byla zprvu neoficiální hymnou, oficiální se stala 1. října 1826 v pozměněné verzi. Aranžmá hudby upraveno pro vojenskou kapelu a byly provedeny rovněž změny v textu. Autor těchto úprav je však neznámý. Oficiální český text neexistoval, pravděpodobně nejrozšířenější byl v českých zemích text profesora Františka Jandy, který vznikl nejpozději v roce 1830.
| Německý text | Německý text | Český text | Český text |
| --- | --- | --- | --- |
| 1. Gott erhalte Franz den Kaiser, unsern guten Kaiser Franz! Hoch als Herrscher, hoch als Weiser steht er in des Ruhmes Glanz. Liebe windet Lorbeerreiser ihm zu ewig grünem Kranz. Gott erhalte Franz den Kaiser, unsern guten Kaiser Franz! 2. Über blühende Gefilde reicht sein Zepter weit und breit. Säulen seines Throns sind Milde, Biedersinn und Redlichkeit. Und von seinem Wappenschilde Strahlet die Gerechtigkeit. Gott erhalte Franz den Kaiser, unsern guten Kaiser Franz! 3. Sich mit Tugenden zu schmücken, achtet er der Sorgen wert. Nicht, um Völker zu erdrücken, flammt in seiner Hand das Schwert; sie zu segnen, zu beglücken, ist der Preis, den er begehrt. Gott erhalte Franz den Kaiser, unsern guten Kaiser Franz! 4. Er zerbrach der Knechtschaft Bande, hob zur Freiheit uns empor. Früh erleb' er deutscher Lande, deutscher Völker höchsten Flor und vernehme noch am Rande später Gruft der Enkel Chor: Gott erhalte Franz den Kaiser, unsern guten Kaiser Franz! | 1. Gott erhalte Franz den Kaiser, unsern guten Kaiser Franz! Hoch als Herrscher, hoch als Weiser steht er in des Ruhmes Glanz. Liebe windet Lorbeerreiser ihm zu ewig grünem Kranz. Gott erhalte Franz den Kaiser, unsern guten Kaiser Franz! 2. Über blühende Gefilde reicht sein Zepter weit und breit. Säulen seines Throns sind Milde, Biedersinn und Redlichkeit. Und von seinem Wappenschilde Strahlet die Gerechtigkeit. Gott erhalte Franz den Kaiser, unsern guten Kaiser Franz! 3. Sich mit Tugenden zu schmücken, achtet er der Sorgen wert. Nicht, um Völker zu erdrücken, flammt in seiner Hand das Schwert; sie zu segnen, zu beglücken, ist der Preis, den er begehrt. Gott erhalte Franz den Kaiser, unsern guten Kaiser Franz! 4. Er zerbrach der Knechtschaft Bande, hob zur Freiheit uns empor. Früh erleb' er deutscher Lande, deutscher Völker höchsten Flor und vernehme noch am Rande später Gruft der Enkel Chor: Gott erhalte Franz den Kaiser, unsern guten Kaiser Franz! | 1. Bože, zachovej nám krále Františka nám dobrého! Dejž ať živ jest s námi stále v blesku štěstí pravého! Jemu všudy věnce k chvále kvěťte z kroku každého! Bože, zachovej nám krále Františka nám dobrého. 2. Z jeho praporců dej víti Vítězství a strašlivost! V radě jeho sídlem býti Rozum, moudrost, poctivost! S výsosti se Jeho stkvíti Milost a spravedlivost! Bože, zachovej nám krále Františka nám dobrého. 3. Vylej na něj též i Jeho Země hojnost darů svých! Zahub mocnost lidu zlého, Odkraj myslí nezbedných! Zákon Tvůj buď vůlí jeho; Základem to práv našich! Bože, zachovej nám krále Františka nám dobrého. 4. Dej, ať dočká v radování Národů svých hojný květ! Spatří v svorném vynikání Čníti je nad širý svět; A po dlouhém panování Zbor svých vnuků slyší pět: Bože zachovej nám krále Františka nám dobrého. | 1. Bože, zachovej nám krále Františka nám dobrého! Dejž ať živ jest s námi stále v blesku štěstí pravého! Jemu všudy věnce k chvále kvěťte z kroku každého! Bože, zachovej nám krále Františka nám dobrého. 2. Z jeho praporců dej víti Vítězství a strašlivost! V radě jeho sídlem býti Rozum, moudrost, poctivost! S výsosti se Jeho stkvíti Milost a spravedlivost! Bože, zachovej nám krále Františka nám dobrého. 3. Vylej na něj též i Jeho Země hojnost darů svých! Zahub mocnost lidu zlého, Odkraj myslí nezbedných! Zákon Tvůj buď vůlí jeho; Základem to práv našich! Bože, zachovej nám krále Františka nám dobrého. 4. Dej, ať dočká v radování Národů svých hojný květ! Spatří v svorném vynikání Čníti je nad širý svět; A po dlouhém panování Zbor svých vnuků slyší pět: Bože zachovej nám krále Františka nám dobrého. |
| Autor: neznámý | Zdroj: | Autor: František Janda | Zdroj: |

### 1835–1854
Po smrti Františka I. 2. března 1835 a nástupu jeho syna Ferdinanda V. na trůn došlo k přijetí nového textu, který napsal herec a básník Karl von Holtei. Ten byl však v platnosti pouze necelé dva roky. Nový text, který napsal Josef Christian Zedlitz, se stal oficiální hymnou poté, co jej schválil vedoucí cenzurního úřadu Josef Sedlnický z Choltic dne 12. února 1836. Stejně jako v předchozích případech vzniklo množství neoficiálních českých překladů, ten pravděpodobně nejpopulárnější napsal básník Josef Krasoslav Chmelenský.
| Německý text | Německý text | Český text | Český text |
| --- | --- | --- | --- |
| 1. Segen Östreichs hohem Sohne, Unserm Kaiser Ferdinand! Gott, von Deinem Wolkenthrone Blick erhörend auf dies Land! Laß Ihn, auf des Lebens Höhen Hingestellt von Deiner Hand, Glücklich und beglückend stehen, Schütze unsern Ferdinand! 2. Alle Deine Gaben spende Gnädig Ihm und Seinem Haus; Alle deine Engel sende, Herr, auf Seinen Wegen aus! Gib, daß Recht und Licht und Wahrheit, Wie sie Ihm im Herzen glüh’n, Lang’ in reiner, ew’ger Klarheit Noch zu unserm Heile blüh’n! 3. Palmen laß Sein Haupt umkränzen, Scheuche Krieg und Zwietracht fort; Laß Ihn hoch und herrlich glänzen, Als des Friedens Schirm und Hort! Laß Ihn, wenn Gewitter grauen, Wie ein Sternbild hingestellt, Tröstend Licht hernieder thauen, In die sturmbewegte Welt! 4. Holde Ruh und Eintracht walte, Wo er sanft das Scepter schwingt; Seines Volkes Liebe halte Freudig Seinen Thron umringt; Unaufhörlich festgeschlungen Bleibe ewig dieses Band! Rufet „Heil“ mit tausend Zungen, „Heil dem milden Ferdinand!“ | 1. Segen Östreichs hohem Sohne, Unserm Kaiser Ferdinand! Gott, von Deinem Wolkenthrone Blick erhörend auf dies Land! Laß Ihn, auf des Lebens Höhen Hingestellt von Deiner Hand, Glücklich und beglückend stehen, Schütze unsern Ferdinand! 2. Alle Deine Gaben spende Gnädig Ihm und Seinem Haus; Alle deine Engel sende, Herr, auf Seinen Wegen aus! Gib, daß Recht und Licht und Wahrheit, Wie sie Ihm im Herzen glüh’n, Lang’ in reiner, ew’ger Klarheit Noch zu unserm Heile blüh’n! 3. Palmen laß Sein Haupt umkränzen, Scheuche Krieg und Zwietracht fort; Laß Ihn hoch und herrlich glänzen, Als des Friedens Schirm und Hort! Laß Ihn, wenn Gewitter grauen, Wie ein Sternbild hingestellt, Tröstend Licht hernieder thauen, In die sturmbewegte Welt! 4. Holde Ruh und Eintracht walte, Wo er sanft das Scepter schwingt; Seines Volkes Liebe halte Freudig Seinen Thron umringt; Unaufhörlich festgeschlungen Bleibe ewig dieses Band! Rufet „Heil“ mit tausend Zungen, „Heil dem milden Ferdinand!“ | 1. Bože, vyslyš prosby vroucí, krále Ferdinanda chraň! Zachovej ho Všemohoucí! Žezlo žehnej mu i zbraň. Zkvítej, zrůstej jeho říše K spáse svého národu, štěstí nes ho stále výše, A znič každou nehodu! 2. Dej, ať pokoje svatého Símě se vždy rozmáhá; Láska otce královského Nás co dítky obsáhá; Ač my nehledáme války, Rádi dáme pro něj krev, A nepřítele do dálky Vžene jistě český lev. 3. Dej, ať všecky jeho země Svorný duch vždy objímá, Umění ať zkvítá jemně, Dobro nikdy nedřímá; Ať spravedlivost na trůnu, – Habsburgů dědičnou ctnost – Národ má bezpečně v lůnu, S ní i stálou blaženost. 4. Bože, vyslyš prosby vroucí, krále Ferdinanda chraň! Zachovej ho Všemohoucí! Žezlo žehnej mu i zbraň. Řiď Ty jeho kralování, Ty, který jsi králů král, Přej mu svého požehnání, – Tak’s i nám je všechněm přál. | 1. Bože, vyslyš prosby vroucí, krále Ferdinanda chraň! Zachovej ho Všemohoucí! Žezlo žehnej mu i zbraň. Zkvítej, zrůstej jeho říše K spáse svého národu, štěstí nes ho stále výše, A znič každou nehodu! 2. Dej, ať pokoje svatého Símě se vždy rozmáhá; Láska otce královského Nás co dítky obsáhá; Ač my nehledáme války, Rádi dáme pro něj krev, A nepřítele do dálky Vžene jistě český lev. 3. Dej, ať všecky jeho země Svorný duch vždy objímá, Umění ať zkvítá jemně, Dobro nikdy nedřímá; Ať spravedlivost na trůnu, – Habsburgů dědičnou ctnost – Národ má bezpečně v lůnu, S ní i stálou blaženost. 4. Bože, vyslyš prosby vroucí, krále Ferdinanda chraň! Zachovej ho Všemohoucí! Žezlo žehnej mu i zbraň. Řiď Ty jeho kralování, Ty, který jsi králů král, Přej mu svého požehnání, – Tak’s i nám je všechněm přál. |
| Autor: Josef Christian Zedlitz | Zdroj: | Autor: Josef Krasoslav Chmelenský | Zdroj: |

### 1854–1918
Po abdikaci Ferdinanda V. dne 2. prosince 1848 a nástupu Františka Josefa I. na trůn zůstal oficiálně v platnosti dosavadní text. Ministr vnitra Alexander Bach proto vyzval rakouské autory k vytvoření nového textu, a požadoval, aby byl text v obecné rovině bez vazby na konkrétního panovníka, aby nebylo nutné psát novou hymnu při každé změně na trůnu. Vybrán byl návrh Johanna Gabriela Seidla, který byl schválen 27. března 1854. Přestože hymna měla mít obecný charakter, císař prosadil připojení poslední sloky opěvující jeho svazek s Alžbětou Bavorskou. Autor oficiálního českého textu, který byl publikován 5. prosince 1854, není znám.
| Německý text | Německý text | Český text | Český text |
| --- | --- | --- | --- |
| 1. Gott erhalte, Gott beschütze unsern Kaiser, unser Land! Mächtig durch des Glaubens Stütze führ' Er uns mit weiser Hand! Lasst uns Seiner Väter Krone schirmen wider jeden Feind; Innig bleibt mit Habsburgs Throne Österreichs Geschick vereint. 2. Fromm und bieder, wahr und offen lasst für Recht und Pflicht uns stehn, lasst, wenn's gilt, mit frohem Hoffen muthvoll in den Kampf uns gehn! Eingedenk der Lorbeerreiser, die das Heer so oft sich wand, Gut und Blut für unsern Kaiser, Gut und Blut für's Vaterland! 3. Was der Bürger Fleiß geschaffen schütze treu des Kriegers Kraft; mit des Geistes heitern Waffen siege Kunst und Wissenschaft! Segen sei dem Land beschieden, und sein Ruhm dem Segen gleich: Gottes Sonne strahl' in Frieden auf ein glücklich Österreich! 4. Lasst uns fest zusammenhalten; in der Eintracht liegt die Macht, mit vereinter Kräfte Walten wird das Schwerste leicht vollbracht. Lasst uns, eins durch Brüderbande, gleichem Ziel entgegengehn; Heil dem Kaiser, Heil dem Lande; Österreich wird ewig stehn! 5. An des Kaisers Seite waltet, ihm verwandt durch Stamm und Sinn, reich an Reiz, der nie veraltet, unsre holde Kaiserin. Was als Glück zuhöchst gepriesen, ström' auf Sie der Himmel aus: Heil Franz Josef, Heil Elisen, Segen Habsburgs ganzem Haus! | 1. Gott erhalte, Gott beschütze unsern Kaiser, unser Land! Mächtig durch des Glaubens Stütze führ' Er uns mit weiser Hand! Lasst uns Seiner Väter Krone schirmen wider jeden Feind; Innig bleibt mit Habsburgs Throne Österreichs Geschick vereint. 2. Fromm und bieder, wahr und offen lasst für Recht und Pflicht uns stehn, lasst, wenn's gilt, mit frohem Hoffen muthvoll in den Kampf uns gehn! Eingedenk der Lorbeerreiser, die das Heer so oft sich wand, Gut und Blut für unsern Kaiser, Gut und Blut für's Vaterland! 3. Was der Bürger Fleiß geschaffen schütze treu des Kriegers Kraft; mit des Geistes heitern Waffen siege Kunst und Wissenschaft! Segen sei dem Land beschieden, und sein Ruhm dem Segen gleich: Gottes Sonne strahl' in Frieden auf ein glücklich Österreich! 4. Lasst uns fest zusammenhalten; in der Eintracht liegt die Macht, mit vereinter Kräfte Walten wird das Schwerste leicht vollbracht. Lasst uns, eins durch Brüderbande, gleichem Ziel entgegengehn; Heil dem Kaiser, Heil dem Lande; Österreich wird ewig stehn! 5. An des Kaisers Seite waltet, ihm verwandt durch Stamm und Sinn, reich an Reiz, der nie veraltet, unsre holde Kaiserin. Was als Glück zuhöchst gepriesen, ström' auf Sie der Himmel aus: Heil Franz Josef, Heil Elisen, Segen Habsburgs ganzem Haus! | 1. Zachovej nám, Hospodine, Císaře a naši zem! Dej ať z víry moc Mu plyne, Ať je moudrým vladařem! Hajme vždy koruny Jeho Proti nepřátelům všem; Osud trůnu Habsburského, Rakouska jest osudem! 2. Plňme věrně povinnosti, Chraňme právo počestně, A když třeba, s ochotností V boj se dejme statečně! V paměti povděčné mějme Slávu vojska vítěznou, Jmění, krev i život dejme Za Císaře, za vlast svou! 3. Čeho nabyl občan pilný, Vojín zbraní zastávej; Uměním a vědou silný Duch se vzmáhej, jasně skvěj! Bože, slávy rač popříti, Žehnej vlasti milené: Slunce Tvé nechť v míru svítí Na Rakousko blažené. 4. Stůjme k sobě každou chvíli: Svornost jenom moci dá; Spojené kde vládnou síly, Snadno se vše vykoná. Když se ruka k ruce vine, Pak se dílo podaří; Říš Rakouska nepomine: Slávy vlasti, Císaři! 5. Císaři po boku vládne, Rodem, duchem spřízněná, V kráse, kteráž neuvadne Císařovna vznešená. Bože račiž rozkvět nový, Habsburskému domu dát: Františkovi Josefovi, Alžbětě rač požehnat. | 1. Zachovej nám, Hospodine, Císaře a naši zem! Dej ať z víry moc Mu plyne, Ať je moudrým vladařem! Hajme vždy koruny Jeho Proti nepřátelům všem; Osud trůnu Habsburského, Rakouska jest osudem! 2. Plňme věrně povinnosti, Chraňme právo počestně, A když třeba, s ochotností V boj se dejme statečně! V paměti povděčné mějme Slávu vojska vítěznou, Jmění, krev i život dejme Za Císaře, za vlast svou! 3. Čeho nabyl občan pilný, Vojín zbraní zastávej; Uměním a vědou silný Duch se vzmáhej, jasně skvěj! Bože, slávy rač popříti, Žehnej vlasti milené: Slunce Tvé nechť v míru svítí Na Rakousko blažené. 4. Stůjme k sobě každou chvíli: Svornost jenom moci dá; Spojené kde vládnou síly, Snadno se vše vykoná. Když se ruka k ruce vine, Pak se dílo podaří; Říš Rakouska nepomine: Slávy vlasti, Císaři! 5. Císaři po boku vládne, Rodem, duchem spřízněná, V kráse, kteráž neuvadne Císařovna vznešená. Bože račiž rozkvět nový, Habsburskému domu dát: Františkovi Josefovi, Alžbětě rač požehnat. |
| Autor: Johann Gabriel Seidl | Zdroj: | Autor: neznámý | Zdroj: |

### Po roce 1918
Po zániku monarchie je píseň používána monarchisty v bývalých rakouských korunních zemí. Po smrti císaře Karla I. v roce 1922 vznikla nová sloka odkazující na jeho syna Ottu Habsburského.
| Německý text | Německý text | Český text | Český text |
| --- | --- | --- | --- |
| In Verbannung, fern den Landen Weilst Du, Hoffnung Österreichs. Otto, treu in festen Banden Steh’n zu Dir wir felsengleich. Dir, mein Kaiser, sei beschieden Alter Ruhm und neues Glück! Bring den Völkern endlich Frieden. Kehr zur Heimat bald zurück! | In Verbannung, fern den Landen Weilst Du, Hoffnung Österreichs. Otto, treu in festen Banden Steh’n zu Dir wir felsengleich. Dir, mein Kaiser, sei beschieden Alter Ruhm und neues Glück! Bring den Völkern endlich Frieden. Kehr zur Heimat bald zurück! | Ve vyhnanství cizích zemí bdíš, rakouská naděje. Otto, lid jak skála pevný věren Tvojí vládě je. Slávu dávnou, zítřků štěstí dej Ti Bůh, můj císaři. Ať se vrátíš domů se ctí, vlast Tvá v míru zazáří. | Ve vyhnanství cizích zemí bdíš, rakouská naděje. Otto, lid jak skála pevný věren Tvojí vládě je. Slávu dávnou, zítřků štěstí dej Ti Bůh, můj císaři. Ať se vrátíš domů se ctí, vlast Tvá v míru zazáří. |
| Autor: neznámý | Zdroj: | Autor: Kateřina Nohlová | Zdroj: |

Později vznikla sloka věnovaná synovi Otty Karlu Habsburskému.
| Německý text | Německý text | Český text | Český text |
| --- | --- | --- | --- |
| Öst’reichs Kaiser, Ungarns König, der das Kreuz im Szepter trug, Karl, du letzter Herrscher Habsburgs, den so früh das Schicksal schlug: Dir getreu, dir zum Gedächtnis, der so gute Saat gesät, sammeln wir uns zur Verehrung deiner milden Majestät. | Öst’reichs Kaiser, Ungarns König, der das Kreuz im Szepter trug, Karl, du letzter Herrscher Habsburgs, den so früh das Schicksal schlug: Dir getreu, dir zum Gedächtnis, der so gute Saat gesät, sammeln wir uns zur Verehrung deiner milden Majestät. | Rozum, práci, odpovědnost habsburský trůn Čechům dal. Službu lidu, vlasti věrnost nikdy hájit neváhal. Státu blaho, Karle králi, tradici vrať zemím svým. Nadějí má žíti dál-li, buď to Ty se synem Tvým. | Rozum, práci, odpovědnost habsburský trůn Čechům dal. Službu lidu, vlasti věrnost nikdy hájit neváhal. Státu blaho, Karle králi, tradici vrať zemím svým. Nadějí má žíti dál-li, buď to Ty se synem Tvým. |
| Autor: neznámý | Zdroj:[zdroj?] | Autor: Michail Odarčenko | Zdroj: |

## Církevní užití
Melodie císařské hymny je se slovy hymnu Tantum ergo příležitostně užívána při katolických mších v zemích bývalého Rakouska-Uherska.